# Yoshikawa, Saitama
Yoshikawa (吉川市 Yoshikawa-shi) là một thành phố thuộc tỉnh Saitama, Nhật Bản.